# Chaïbia Talal
Chaïbia Talal (in arabo الشعيبية طلال‎?; Chtouka, 1929 – Casablanca, 2 aprile 2004) è stata una pittrice marocchina.

## Biografia
Nata nel 1929 a Chtouka, vicino a El Jadida.
È stata influenzata dalle opere di artisti dal movimento CoBrA.
Oggi Chaïbia Talal è considerata la pittrice più popolare in Marocco. 
Chaïbia Talal è morta nel 2004 all'età di 75 anni a Casablanca.

## Esposizioni
- 1966 - Goethe-Institut, Casablanca - Marocco
- 1966 - Solstice gallery, Parigi - Francia
- 1966 - Salon des Surindépendants, Museo d'Arte Moderna, Parigi - Francia
- 1969 - Ecole marocaine, Copenaghen - Danimarca
- 1969 - Kunstkabinett, Francoforte - Germania
- 1970 - Les Halles aux Idees, Parigi - Francia
- 1971 - Dar America , Casablanca, Rabat, Marrakech, Fès, Tangeri - Marocco
- 1973 - Galleria L'œil de Bœuf (CIPAC), Parigi - Francia
- 1974 - Ivan Spence galleria, Ibiza - Spagna
- 1974 - Salon des Réalités Nouvelles, Parigi - Francia
- 1976 - Biennale d'Arte, Menton - Francia
- 1977 - Salon de Mai, Musée d'Art Moderne, Parigi - Francia.
- 1980 - Engel galleria, Rotterdam - Paesi Bassi
- 1980 - Joan Miró Foundation, Barcellona - Spagna

## Premi
- Medaglia d'oro della French Academic Society per l'Educazione e incoraggiamento. - Marzo 2003.